# Viola grypoceras
Violette de Corée
Espèce
Viola grypoceras, ou violette de Corée, est une espèce de plantes à fleurs du genre Viola et de la famille des Violaceae originaire du Japon, de Corée du Sud et de Chine. 

## Description
C'est une plante aux fleurs bleues.

## Synonymes
- Viola coreana Boissieu 1911

## Répartition et habitat
Viola grypoceras est présente dans les maquis d'altitude du Japon, de Corée du Sud, et de Chine.

## Écologie
C'est la plante hôte du papillon Nacré noirâtre.